# Marcel Loyau
Pour les articles homonymes, voir Loyau.
Marcel Loyau né à Onzain le 11 septembre 1895 et mort à Boulogne-Billancourt le 8 mars 1936 est un sculpteur français.

## Biographie
Marcel François Loyau passe son enfance à Vernou-sur-Brenne. Attiré par la sculpture, il devient très tôt un artiste reconnu, représentatif du courant de l'Art déco. Il remporte le 12 juillet 1927 le prix national des beaux-arts de l'État. Il épouse la peintre Jeanne Morancé et s'installent tous les deux à Boulogne-Billancourt. Il est le fondateur de la Société des Beaux-Arts de Boulogne. Il meurt à Boulogne-Billancourt le 8 mars 1936.
Une rue de Boulogne-Billancourt porte son nom, ainsi qu’une rue de Vernou-sur-Brenne.
Le musée des Années Trente de Boulogne-Billancourt conserve un fonds de ses œuvres.

## Œuvres
- Monuments aux morts de Vernou-sur-Brenne, 1922, Vernou-sur-Brenne[3].
- La Victoire du monument aux morts de la Bourse du commerce, 1923, bronze, Paris[4].
- Tête d'enfant, 1924, pierre de lenozan, Paris, musée national d'Art moderne[5].
- Fontaine des Cygnes, pour le pavillon de l'Exposition internationale des Arts décoratifs et industriels modernes de 1925, Boulogne-Billancourt, place Denfert-Rochereau[6].
- Chevaux marins de la Buckingham Fountain, 1927, Chicago.
- Afrique, Asie, Océanie, Amérique, quatre médaillons ornant les pavillons correspondant à l'Exposition coloniale internationale de 1931 à Paris, localisation inconnue.
- Monument des crapouillots, 1933, Moulin de Laffaux.
- Mémorial de Bellicourt, 1937, Bony.
- Albert Ier, statue équestre en argent, commande de l'État, Bruxelles, musées royaux des Beaux-Arts de Belgique.
- Le Centaure Chiron et Achille, musée des Beaux-Arts de Tours[7].

Œuvres de Marcel Loyau
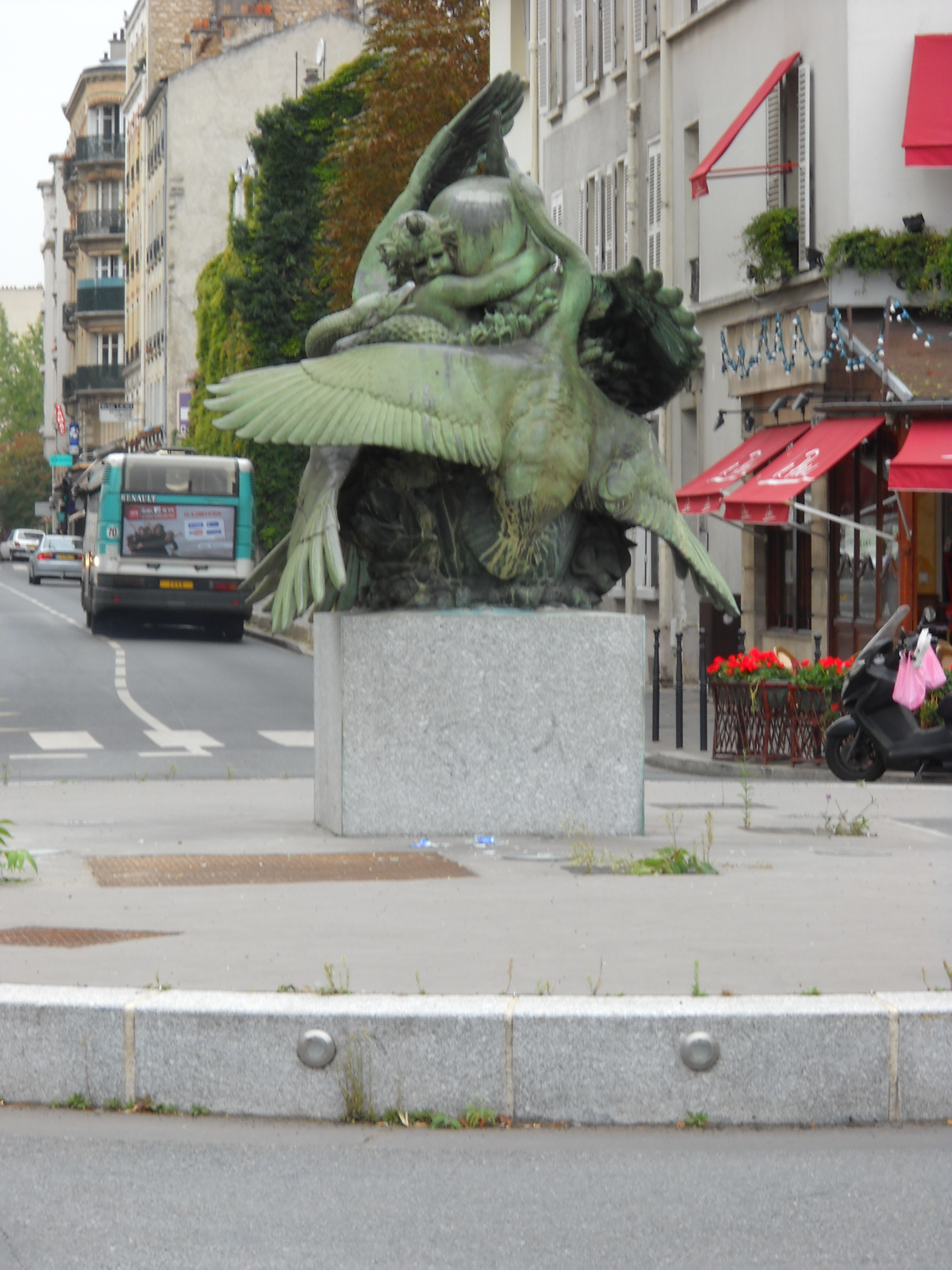
Fontaine des cygnes, 1925, bronze, Boulogne-Billancourt.
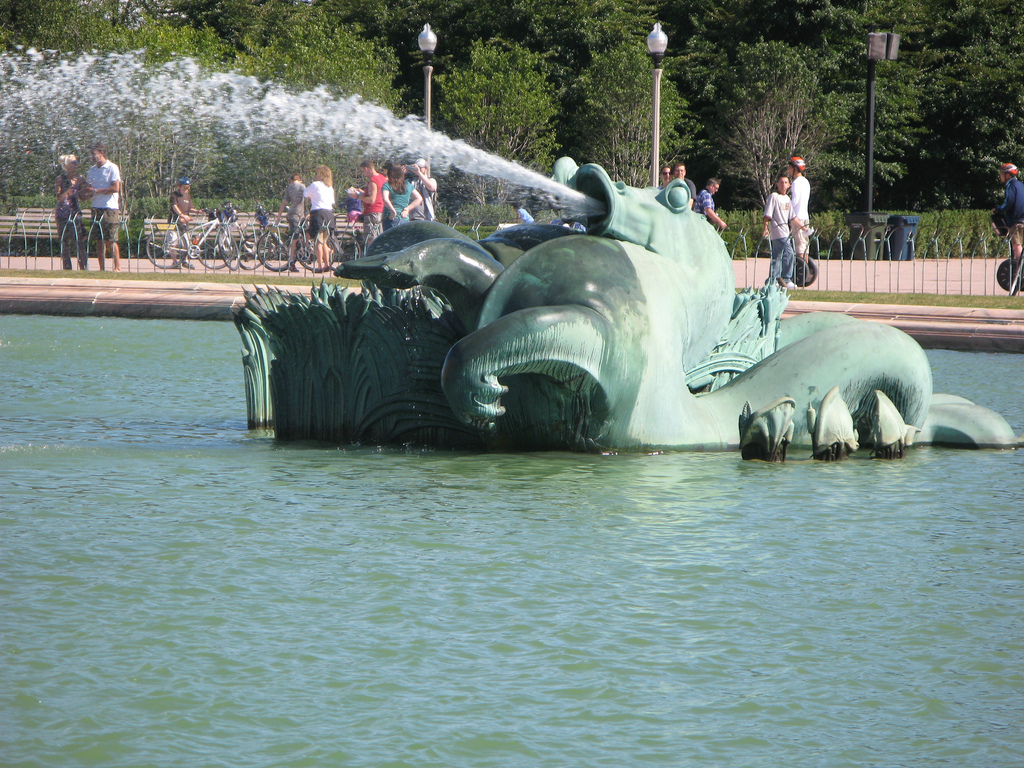
Buckingham Fountain, 1927, Chicago.
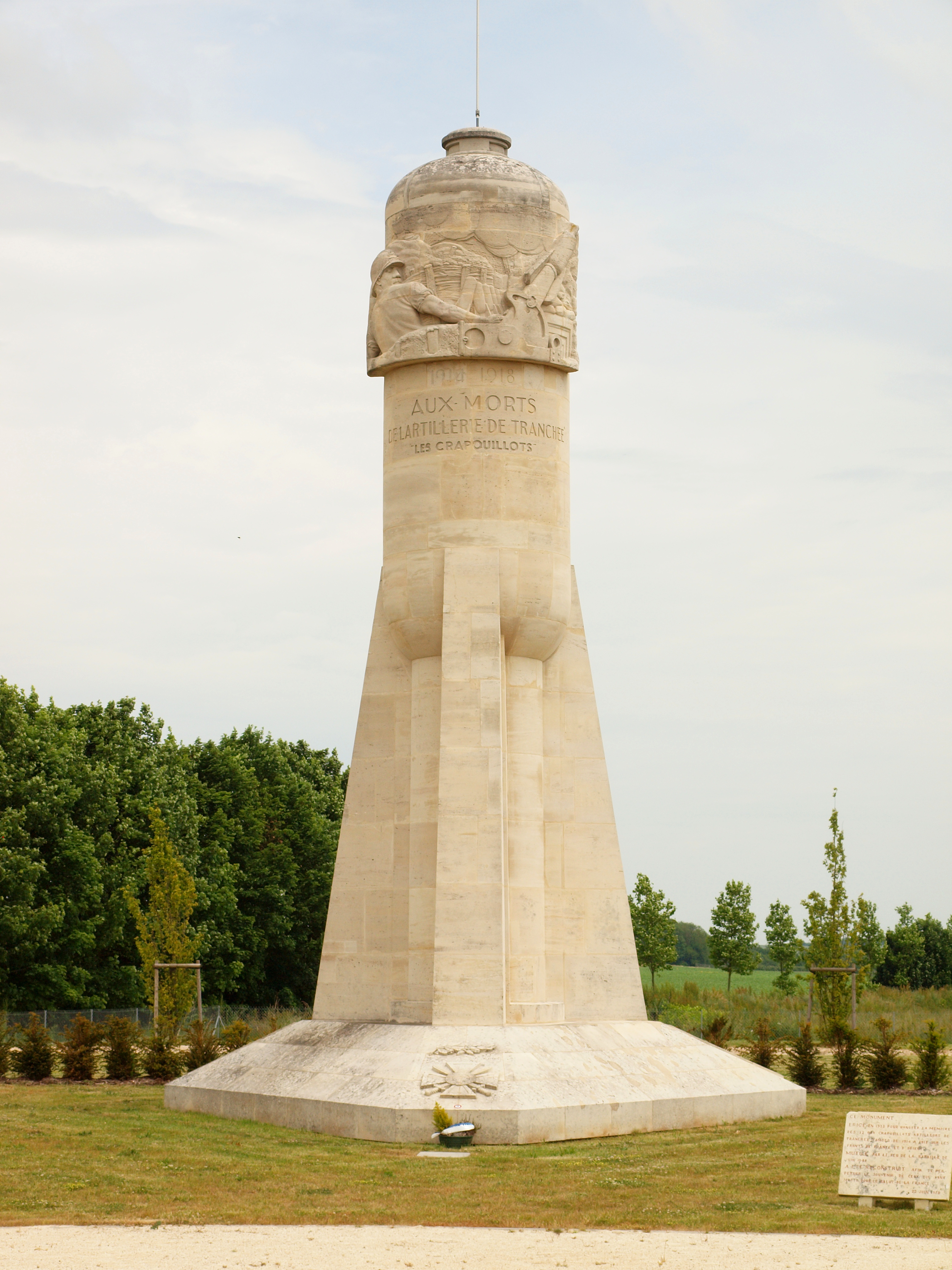
Monument des crapouillots, 1933, Moulin de Laffaux.
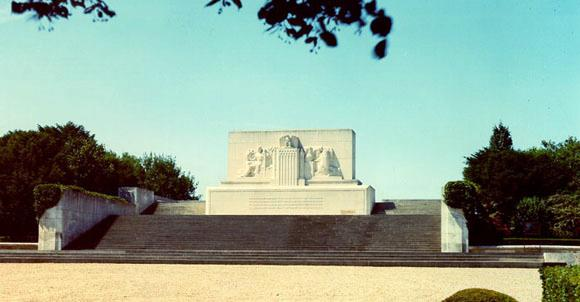
Mémorial de Bellicourt, 1937, Bony.